# Emperador Wen de Sui
L'Emperador Wen de Sui (隋文帝) (541-604), nom personal Yang Jian (楊堅), nom Xianbei Puliuru Jian (普六茹堅), o Naluoyan (那羅延), va ser el fundador i primer emperador de la Xina de la Dinastia Sui. Va unificar el país i va estendre el budisme per la Xina.
Serví a l'exèrcit durant el regnat dels emperadors Wu i Xuan i, quan aquest darrer morí l'any 580, Yang va ser el regent. Després de vèncer el general Yuchi Jiong, establí la dinastia Sui (com l'emperador Wen). En general va ser un període de prosperitat. Al principi del seu imperi va combatre els Tujue al nord i tribus del Tibet veïnes a l'oest, Goguryeo al nord-oest, i el regne Txampa al sud. Durant el seu regnat es va unificar la Xina del nord i del sud quan en 587 conquerí Liang Occidental i en 589 el territori dels Chen. Durant el seu regnat es va iniciar la construcció del Canal de Guangtong i el Canal de Shanyang del Gran Canal. Com a budista practicant, va fomentar la propagació del budisme a través de l'estat.
L'emperador Wen també va ser famós per tenir molt poques concubines, només dues (l'emperador Hongzhi de la dinastia Ming va ser l'únic monògam). En canvi, l'emperador Taizong de Tang en va tenir 3.000.